# HD23207
HD23207 — хімічно пекулярна зоря спектрального класу A2, що має видиму зоряну величину в смузі V приблизно  7,5.
Вона  розташована на відстані близько 578,3 світлових років від Сонця.

## Пекулярний хімічний вміст
Зоряна атмосфера HD23207 має підвищений вміст 
Eu
.